# Autorité monétaire des Maldives
L'Autorité monétaire des Maldives (MMA), est la banque centrale de Maldives. Comme les autres banques centrales, sa mission première est de rechercher la stabilité financière du pays. Il n’est pas lié au Département du Trésor, car il s’agit d’une institution autonome.

## Histoire
L'autorité a été créée le 1er juillet 1981, en vertu du mandat prévu par la « Maldives Monetary Authority Act 1981 » située dans la capitale Malé. Le gouverneur actuel est Ahmed Munawar et le vice-gouverneur est Ahmed Imad. Elle est membre de l'Asian Clearing Union.
En avril 2007, la loi sur la MMA a été modifiée pour garantir une autonomie et une indépendance complètes à la MMA.
La MMA est membre de l’Alliance pour l’inclusion financière et participe activement à l’élaboration de politiques d’inclusion financière.